# Teoria queer
Teoria queer (Queer theory în engleză) este o teorie filozofică și critică care a început din al treilea val feminist și din studiile gay și lesbiene (studii LGBT). Proiectul principal al teoriei queer este investigarea categorizării de gen și sexualitate în societatea contemporană și impactul heteronormativității asupra minorităților sexuale (persoanele queer).

## Istorie
Termenul de "teorie queer" a fost folosit pentru prima dată de Teresa de Laurentis într-o conferință despre sexualitatea gay și lesbiană, conferință care a avut loc la Universitatea din California, Santa Cruz, în februarie 1990. În acea perioadă au fost scrise multe lucrări academice despre comunitatea LGBT, precum Gender Trouble de Judith Butler și 100 de ani de homosexualitate de David Halperin. Majoritatea acestor lucrări au fost publicate în Statele Unite, deci se poate spune că teoria queer este originar americană, deși astăzi este practicată în toată lumea occidentală și, combinată cu alte teorii precum post-colonialism, chiar și în lumea orientală. 
Una dintre întrebările centrale în teoria queer este cea de construcționism social: sunt categoriile sexuale construite social, prin sistemul de valori, sau sunt naturale, în afara controlului și influenței noastre? Această întrebare are o mare complexitate, deoarece discursul social joacă un rol important în abilitatea noastră de a întelege natura, iar natura la rândul său influentează discursul social.

## Teoria queer: dincolo de feminism și studii gay-lesbiene
Deși teoria queer a fost profund influențată de feminism și de studiile LGBT, este diferită de acestea prin faptul că are un scop mai vast. Teoria queer nu se preocupă numai cu identitățile gay, lesbiene, bisexuale și transgen, ci include în obiectul ei de studiu și practici sexuale heterosexuale cu caracter non-normativ cum ar fi sadomasochismul, fetișismul, prostituția, intersexualitatea și identități de gen precum pangen. Din această cauză teoria queer intră în conflict cu unele școli ale feminismului care văd practici cum ar fi prostituția și pornografia drept mecanisme care joacă un rol major în asuprirea femeilor. În acest fel, termenul queer este mai larg decât termenul LGBT, care se restrânge doar la lesbiene, gay, bisexuali și transgen.

## Teoriști queer
- Michel Foucault
- Judith Butler
- Eve Kosofsky Sedgwick